# Прапор Топільниці (Самбірський район)
Прапор Топільниці — офіційний символ села Топільниця, Самбірського району Львівської області, затверджений 26 грудня 2002 року рішенням сесії Топільницької сільської ради.
Автор — А. Гречило.

## Опис
Квадратне синє полотнище, на якому дві жовті коси, поставлені вертикально й розвернуті у протилежні боки.

## Зміст
На печатках Топільниці з ХІХ ст. був зображений селянин із серпом і косою. У сучасних символах збережено зображення коси. Дві коси розташовано так, що вони утворюють літеру «Т» і вказують на назву села.